# Амбролаурский муниципалитет
Амбролаурский муниципалитет (груз. ამბროლაურის მუნიციპალიტეტი ambrolauris municipʼalitʼetʼi) — муниципалитет в Грузии, входящий в состав края Рача-Лечхуми и Нижняя Сванетия. Находится на севере Грузии, на территории исторической области Рача. Административный центр — Амбролаури.

## История
Амбролаурский район был образован в 1929 году в составе Кутаисского округа, с 1930 года в прямом подчинении Грузинской ССР. 27 февраля 1934 года Амбролаурский район был переименован в Енукидзевский район в честь советского партийного деятеля А. С. Енукидзе. В 1937 году Енукидзенский район был переименован обратно в Амбролаурский. В 1951—1953 годах входил в состав Кутаисской области.

## Достопримечательности
Церковь Баракони XVII в. в селе Цеси и крепость Минда цихе (X—XI вв.) времён царицы Тамар.

## Население
По состоянию на 1 января 2018 года численность населения муниципалитета составила 10 745 жителей, на 1 января 2014 года — 13,6 тыс. жителей.
Согласно переписи 2002 года население района (муниципалитета) составляло 16 079 чел. По оценке на 1 января 2008 года — 14,9 тыс. чел.
| Грузины  | 15 991 | 99,45 %  |
| Русские  | 43     | 0,29 %   |
| Абхазы   | 11     | 0,06 %   |
| Армяне   | 11     | 0,06 %   |
| Украинцы | 9      | 0,05 %   |
| Осетины  | 9      | 0,04 %   |
| всего    | 16 079 | 100,00 % |

| Грузины  | 11 152 | 99,70 %  |
| Русские  | 13     | 0,12 %   |
| Украинцы | 6      | 0,05 %   |
| Греки    | 5      | 0,04 %   |
| Осетины  | 7      | 0,04 %   |
| Армяне   | 2      | 0,02 %   |
| другие   | 4      | 0,04 %   |
| всего    | 11 186 | 100,00 % |

## Административное деление
Территория муниципалитета разделена на 19 сакребуло: 1 городское и 18 сельских.

## Список населённых пунктов
В состав муниципалитета входят 70 населённых пунктов, в том числе 1 город:
- Амбролаури, город (груз. ამბროლაური)
- Абаноети (груз. აბანოეთი)
- Абари (груз. აბარი)
- Агара (груз. აგარა)
- Ахалсопели (груз. ახალსოფელი)
- Баджи (груз. ბაჯი)
- Бареули (груз. ბარეული)
- Бетлеви (груз. ბეთლევი)
- Бостана (груз. ბოსტანა)
- Бугеули (груз. ბუგეული)
- Велеви (груз. ველევი)
- Гадиши (груз. ღადიში)
- Гвиара (груз. ღვიარა)
- Гендуши (груз. გენდუში)
- Гоголети (груз. გოგოლეთი)
- Гори (груз. გორი)
- Горисубани (груз. გორისუბანი)
- Дзирагеули (груз. ძირაგეული)
- Джвариса (груз. ჯვარისა)
- Диди-Чорджо (груз. დიდი ჩორჯო)
- Зеда-Гвардиа (груз. ზედა ღვარდია)
- Зеда-Тлуги (груз. ზედა თლუღი)
- Зеда-Чквиши (груз. ზედა ჭყვიში)
- Зеда-Шавра (груз. ზედა შავრა)
- Земо-Жошха (груз. ზემო ჟოშხა)
- Земо-Крихи (груз. ზემო კრიხი)
- Земо-Схвава (груз. ზემო სხვავა)
- Знаква (груз. ზნაკვა)
- Ица (груз. იწა)
- Качаети (груз. კაჩაეთი)
- Квацхути (груз. კვაცხუთი)
- Кведа-Гвардиа (груз. ქვედა ღვარდია)
- Кведа-Тлуги (груз. ქვედა თლუღი)
- Кведа-Чквиши (груз. ქვედა ჭყვიში)
- Кведа-Шавра (груз. ქვედა შავრა)
- Квемо-Жошха (груз. ქვემო ჟოშხა)
- Квемо-Крихи (груз. ქვემო კრიხი)
- Квирикецминда (груз. კვირიკეწმინდა)
- Квишари (груз. ქვიშარი)
- Кедисубани (груз. ქედისუბანი)
- Клдисубани (груз. კლდისუბანი)
- Лихети (груз. ლიხეთი)
- Меоре-Тола (груз. მეორე ტოლა)
- Моткиари (груз. მოტყიარი)
- Мухли (груз. მუხლი)
- Наманеви (груз. ნამანევი)
- Никорцминда (груз. ნიკორწმინდა)
- Патара-Они[груз.] (груз. პატარა ონი)
- Патара-Чорджо (груз. პატარა ჩორჯო)
- Пирвели-Тола (груз. პირველი ტოლა)
- Путиети (груз. ფუტიეთი)
- Садмели (груз. სადმელი)
- Сакециа (груз. საკეცია)
- Схартали (груз. სხარტალი)
- Тбети (груз. ტბეთი)
- Тхмори (груз. თხმორი)
- Укеши (груз. უყეში)
- Урави (груз. ურავი)
- Хванчкара (груз. ხვანჭკარა)
- Химши (груз. ხიმში)
- Хончиори (груз. ხონჭიორი)
- Хотеви (груз. ხოტევი)
- Цахи (груз. ცახი)
- Цеси (груз. წესი)
- Цкадиси (груз. წკადისი)
- Челиагеле (груз. ჭელიაღელე)
- Чребало (груз. ჭრებალო)
- Шуа-Крихи (груз. შუა კრიხი)
- Шуа-Схвава (груз. შუა სხვავა)
- Шхивана (груз. შხივანა)